# Pölchow
Pölchow település Németországban, Mecklenburg-Elő-Pomeránia tartományban, az Amt Warnow-West-hez tárózik. Lakosainak száma 942 fő (2023. december 31.). Pölchow Dummerstorf és Papendorf községekkel határos.

## A település részei
Pölchowhoz tartozik Huckstorf és Wahrstorf.

## Galéria

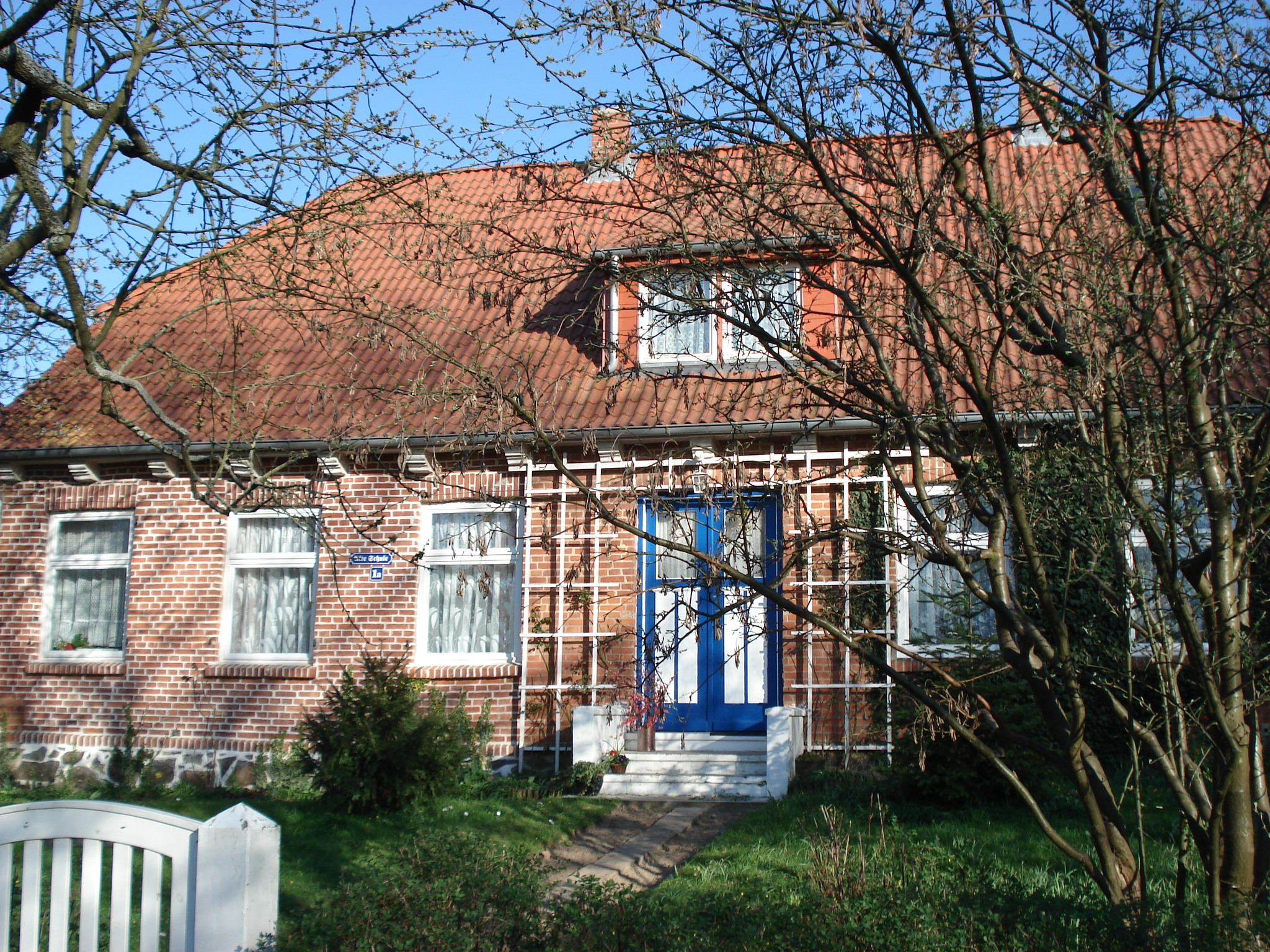
Huckstorf
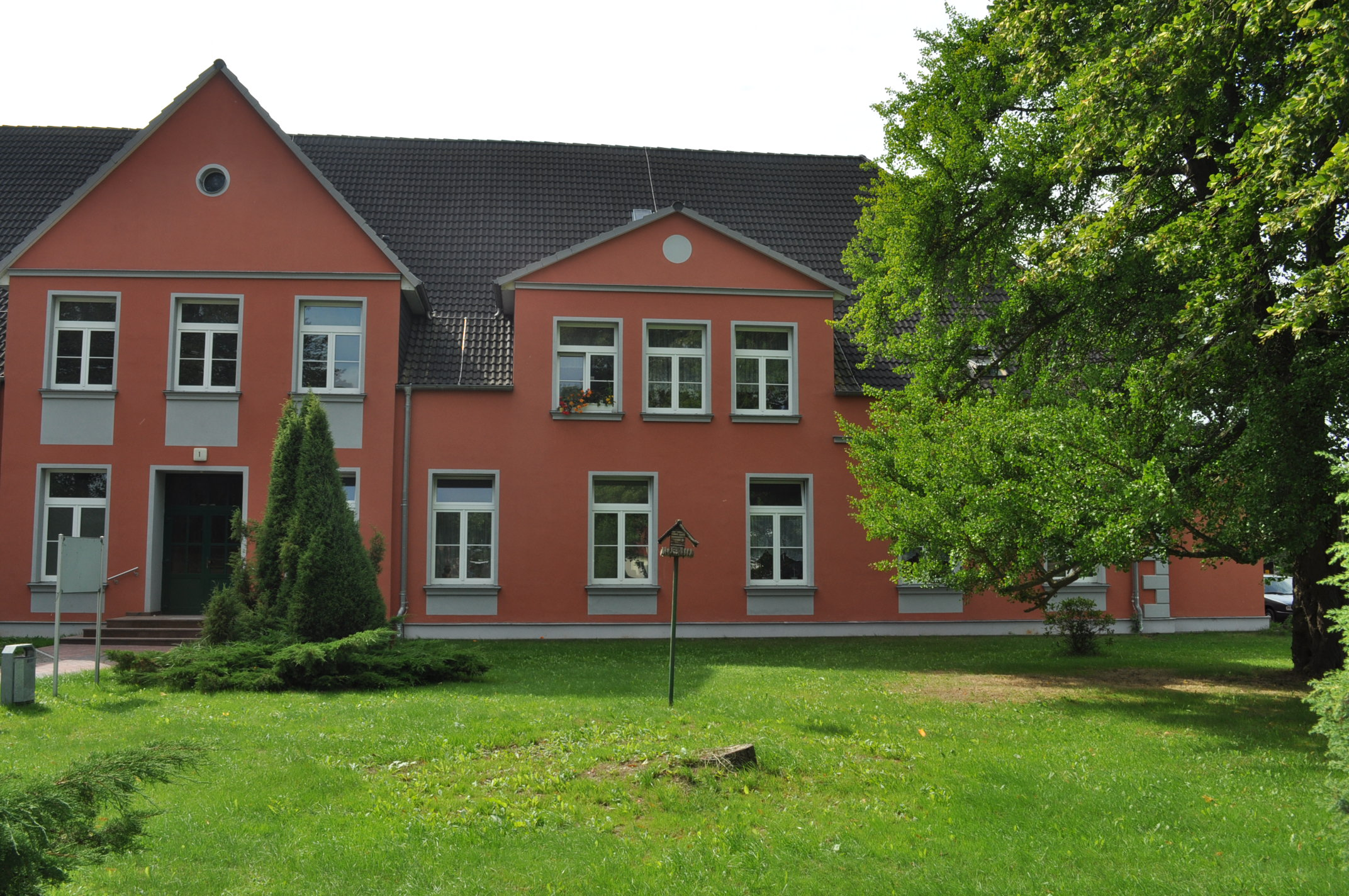
Wahrstorf

## Népesség
A település népességének változása:
| Lakosok száma | 957  | 953  | 952  | 943  | 942  |
|               | 2017 | 2019 | 2021 | 2022 | 2023 |